# Куртау
Куртау́ (фр. Courtaoult) — коммуна во Франции, находится в регионе Шампань — Арденны. Департамент — Об. Входит в состав кантона Эрви-ле-Шатель. Округ коммуны — Труа.
Код INSEE коммуны — 10108.
Коммуна расположена приблизительно в 145 км к юго-востоку от Парижа, в 110 км южнее Шалон-ан-Шампани, в 34 км к юго-западу от Труа.

## Население
Население коммуны на 2008 год составляло 76 человек.
| 1962 | 1968 | 1975 | 1982 | 1990 | 1999 | 2008 |
| ---- | ---- | ---- | ---- | ---- | ---- | ---- |
| 119  | 81   | 93   | 88   | 87   | 75   | 76   |

## Экономика

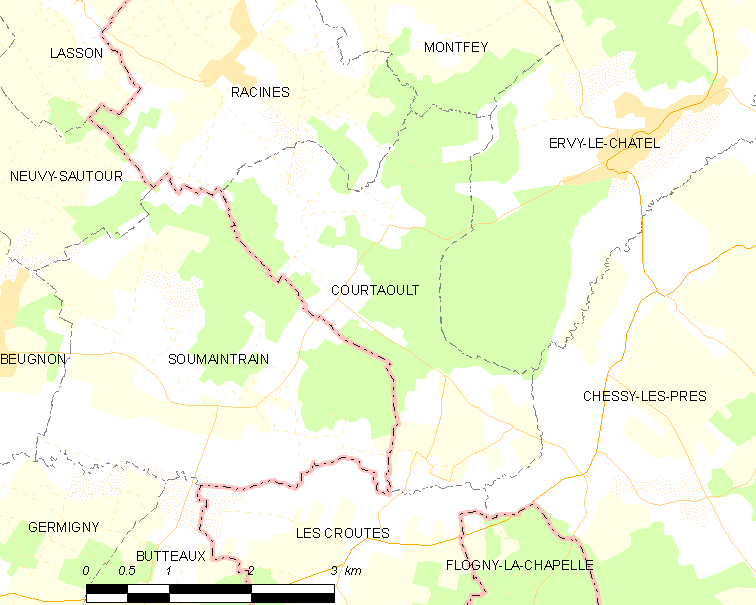
Карта коммуны

В 2007 году среди 46 человек в трудоспособном возрасте (15—64 лет) 32 были экономически активными, 14 — неактивными (показатель активности — 69,6 %, в 1999 году было 65,9 %). Из 32 активных работали 30 человек (19 мужчин и 11 женщин), безработных было 2 (0 мужчин и 2 женщины). Среди 14 неактивных 4 человека были учениками или студентами, 4 — пенсионерами, 6 были неактивными по другим причинам.

## Достопримечательности
- Церковь XVI века. Памятник истории с 1926 года[3]